# Ramón Bravo
Ramón Bravo (Piedras Negras (Coahuila), 21 ottobre 1925 – Isla Mujeres, 21 febbraio 1998) è stato un fotografo, scrittore e nuotatore messicano.

## Biografia
Ha partecipato come nuotatore alle Olimpiadi del 1948 ma ha raggiunto la fama internazionale grazie alla sua passione per le immersioni, per la fotografia e per le riprese subacquee. Ha studiato gli squali dedicando gran parte della sua vita a filmarli e a seguirne le abitudini fino a rendere noto al grande pubblico,  con la collaborazione del celebre Jacques Cousteau, quello che viene definito il fenomeno degli "squali dormienti" di Isla Mujeres.
A partire dagli anni sessanta ha iniziato anche la sua attività di operatore di ripresa subacquea collaborando in numerosi documentari dedicati al mondo marino per poi approdare, dagli anni settanta, anche nel mondo del cinema.
È stato anche scrittore e da uno dei suoi romanzi è stato tratto il film Tintorera del 1977.

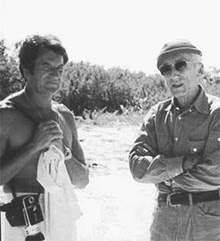
Ramón Bravo e il comandante Cousteau

## Vita privata
Sposato più volte, è diventato padre di tre figli: Ramón, Ruth e Débora.

### Morte
È deceduto il 21 febbraio del 1998 all'età di 72 anni per un arresto cardiaco causato da una folgorazione accidentale avvenuta nella sua casa di Isla Mujeres.
Il 28 febbraio 1998, alla presenza dell'allora presidente della repubblica messicana Ernesto Zedillo, di Jean-Michel Cousteau (figlio di Jacques) e di molte autorità locali e statali, nel porto di Isla Mujeres, all'ingresso della grotta sottomarina degli squali che dormono, la terza moglie di Ramón, Maria Vallejo de Bravo, e il sacerdote Eduardo Perez hanno depositato le sue ceneri e per volontà dei suoi più cari amici e di molti celebri subacquei presenti è stata posta, all'ingresso della grotta, una targa in suo onore che recita: “Ramón Bravo: El protector de la mar océano duerme por siempre al lado de sus tiburones en esta cueva. Isla Mujeres, Quintana Roo 28 de Febrero de 1998“.

## Filmografia parziale

### Cinema
- Tintorera (¡Tintorera!), regia di René Cardona Jr. (1977)
- Il triangolo delle Bermude (El triángulo diabólico de las Bermudas),   regia di René Cardona Jr. (1978)
- Cyclone, regia di René Cardona Jr. (1978)
- Sunburn - Bruciata dal sole (Sunburn), regia di Richard C. Sarafian (1979)
- Zombi 2, regia di Lucio Fulci (1979)
- Manidù - Uno squalo ribelle, un indigeno selvaggio, un fiore di ragazza (Beyond the Reef), regia di Frank C. Clarke (1979)
- Il cacciatore di squali, regia di Enzo G. Castellari (1979)
- L'ultimo squalo, regia di Enzo G. Castellari (1981) - non accreditato[5]
- Leviathan, regia di George Pan Cosmatos (1989)
- 007 - Vendetta privata (Licence to Kill), regia di John Glen (1989)